# Hotel per stranieri
Hotel per stranieri (Hotel pro cizince) è un film del 1967 diretto da Antonín Máša.